# Indis de Cape Fear
Els Indis de Cape Fear, van ser una petita tribu de natius americans de Carolina del Nord, potser relacionats amb els pamlico, que van viure al Riu Cape Fear (avui el Parc Estatal de Carolina Beach).
El seu nom per a aquesta regió va ser Chicora. Dels seus pobles, només un, Necoes, és conegut pel seu nom. Els colons situaven Necoes a uns 32 quilòmetres de la desembocadura del riu Cape Fear, en l'actual comtat de Brunswick, Carolina del Nord.
S'estima que la població de la tribu en 1600 va ser de 1.000. En 1715, un cens colonial registra que sumaven 206.
Alguns indis de Cape Fear van lluitar sota el comandament del coronel John Barnwell contra els tuscarores en 1712.
Els Indis de Cape Fear van ser derrotats definitivament i van abandonar la zona al voltant de 1725.